# Collège Émile-Zola
Pour les articles homonymes, voir Zola (homonymie).
Le collège Émile-Zola est un collège de France situé à Suresnes (Hauts-de-Seine), dans l'académie de Versailles.

## Accès
Le collège est situé à Suresnes, près du mont Valérien. Il est desservi par la gare de Suresnes-Mont-Valérien (ligne de Paris-Saint-Lazare à Versailles-Rive-Droite) et la station Belvédère (ligne 2 du tramway d'Île-de-France).
Son adresse est 46, avenue Franklin-Roosevelt (74 rue du Mont-Valérien avant le renommage de la voie).

## Histoire
En 1920, la municipalité de Suresnes, dirigée par le maire socialiste Henri Sellier, promoteur de « l'habitat, l'hygiène et l'éducation », achète un terrain 74 rue du Mont-Valérien (la voie est ultérieurement renommée avenue Franklin-Roosevelt) afin de créer une école dans ce quartier en voie d'urbanisation. L'établissement, qui doit permettre aux filles de poursuivre leur scolarité après le certificat d'études primaires, est une école primaire supérieure de jeunes filles, proposant cours de ménage ou encore de couture. Ouverte en 1921, elle est le pendant féminin de l'école primaire supérieure de garçons installée à 350 mètres de là, au sein du groupe scolaire Payret-Dortail. Avec ces deux établissements, qui chacun valorise les jardins des anciennes propriétés où ils sont aménagés, « l'ambition du maire Henri Sellier est de mettre en place un véritable pôle d’enseignement pour filles et garçons, où les élèves pourront suivre une scolarité complète de 3 à 18 ans » explique Suresnes Mag.
De taille modeste, l'école accueille à sa première rentrée 125 élèves, malgré une forte demande, ce genre d'établissement étant alors rare en banlieue parisienne. Les actuels bâtiments en brique rouge sont érigés sur le site, par ailleurs agrandi grâce à l'acquisition d'une propriété adjacente, les travaux menés par l'architecte Charles Demay s'achevant en 1933. À la rentrée de 1932, l'école primaire supérieure de jeunes filles de Suresnes accueille 148 élèves, encadrées par cinq professeurs. Préparant le brevet d'études supérieures, elle étudient « la dactylographie, la sténographie, le commerce, la gymnastique et son enseignement ». Au début de la Seconde Guerre mondiale, les cours sont un temps interrompus. Ancienne élève, Noor Inayat Khan s'engage dans la Résistance,.

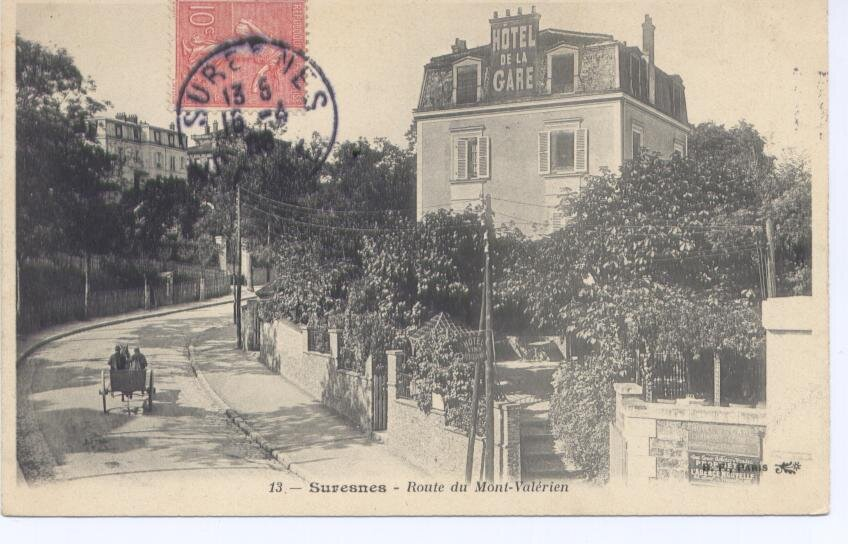
Courbe de l'avenue Franklin-Roosevelt (alors rue du Mont-Valérien) en 1908. L'hôtel de droite a été détruit pour laisser place au collège.
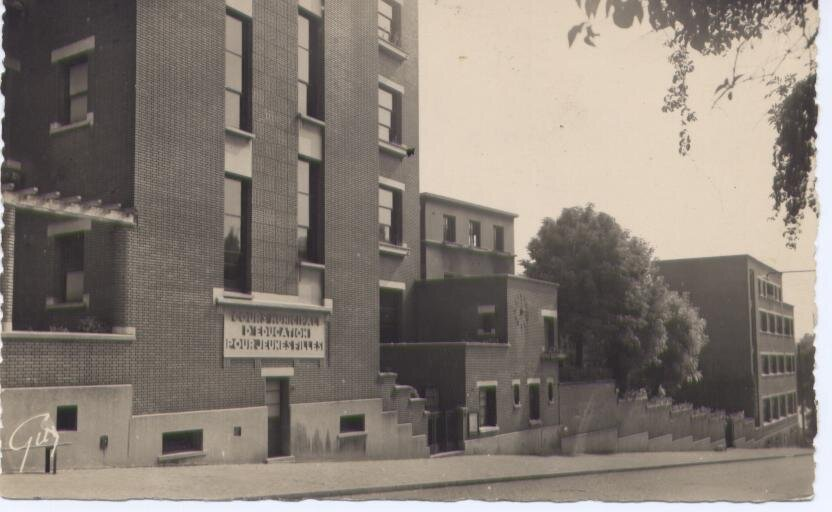
L'établissement, dans les années 1930.

En 1945, l'établissement, devenu collège moderne de jeunes filles, compte près de 400 élèves, contre 250 avant-guerre. Réparties dans douze classes allant de la 5e à la classe de philosophie, en plus d'une classe commerciale, elles sont encadrées par 17 professeurs. Dans le contexte du baby-boom, un nouveau bâtiment est construit. En 1955, le collège passe de la tutelle municipale à nationale, préparant désormais au baccalauréat. En 1960, il devient un lycée classique moderne et technique municipal de jeunes filles, en accueillant plus de 900, réparties en 26 classes, dont quatre d'enseignement technique. 45 professeurs y enseignent.
Alors que la petite-fille d'Émile Zola, Françoise Le Blond-Zola, est professeure de lettres dans l'établissement, il est proposé de le renommer du nom du célèbre écrivain. L'initiative, soutenue par les parents d'élèves, est entérinée en 1966-1967. C'est le premier lycée du pays à porter son nom. En 1992, un buste le représentant est par ailleurs installé dans le jardin de l'établissement.
En 1968, l'établissement devient mixte et, l'année suivante, les classes de lycée sont déplacées dans le lycée Paul-Langevin voisin, jusque là dévolu aux garçons. Le lycée Émile-Zola redevient donc un collège municipal. En 1975, il devient collège d'État. Il est rénové dans les années 1970-1980. En 1980, sa gestion passe au conseil général des Hauts-de-Seine. Juliette, qui y a étudié, a tiré une chanson de sa jeunesse dans le quartier, Rue Roger-Salengro.
Le centenaire de l'établissement est célébré en 2021-2022, une exposition étant réalisée par une professeure documentaliste grâce aux archives communales et au musée d'histoire urbaine et sociale de Suresnes,,.

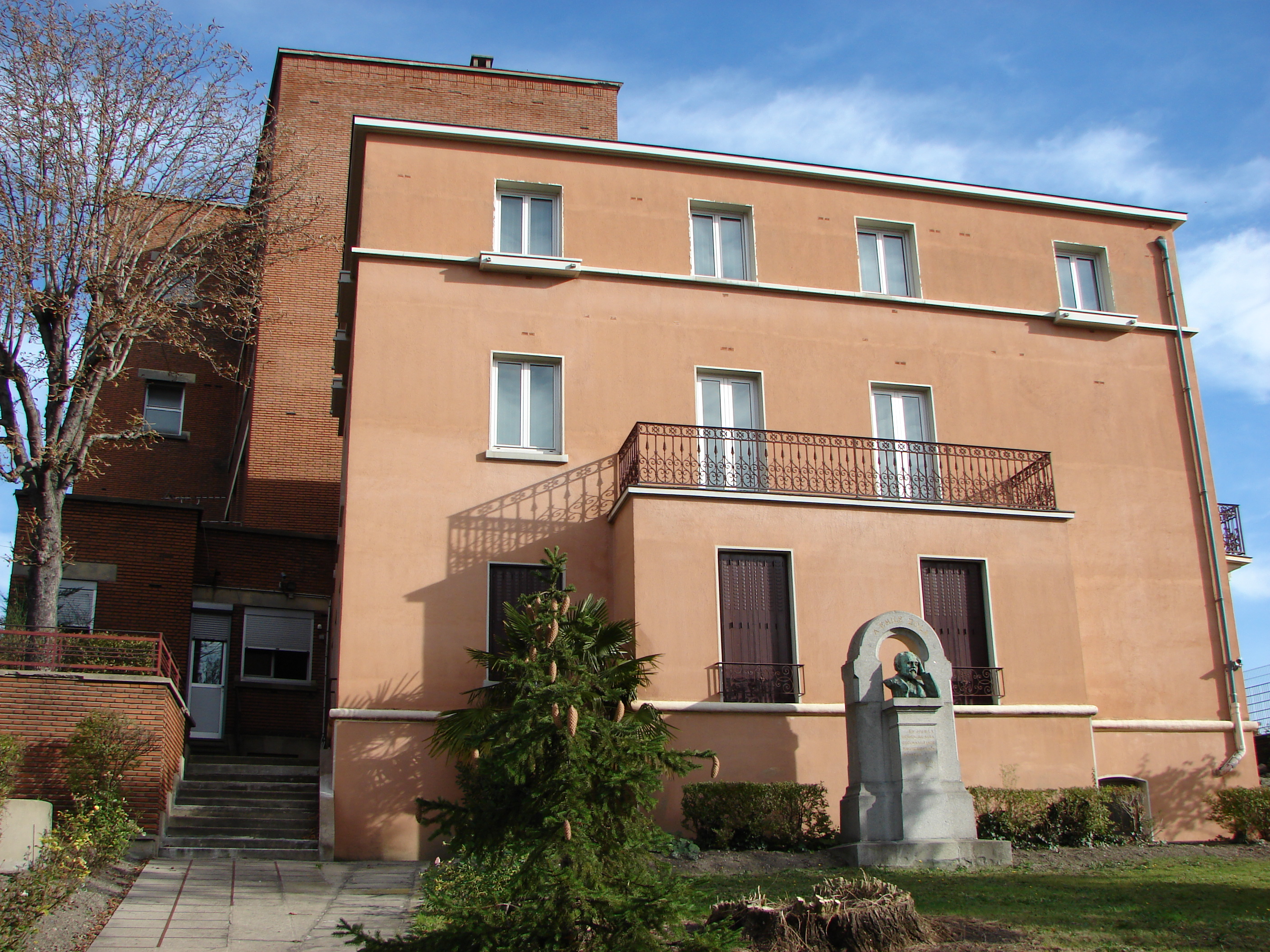
Buste d'Émile Zola dans les jardins du collège.
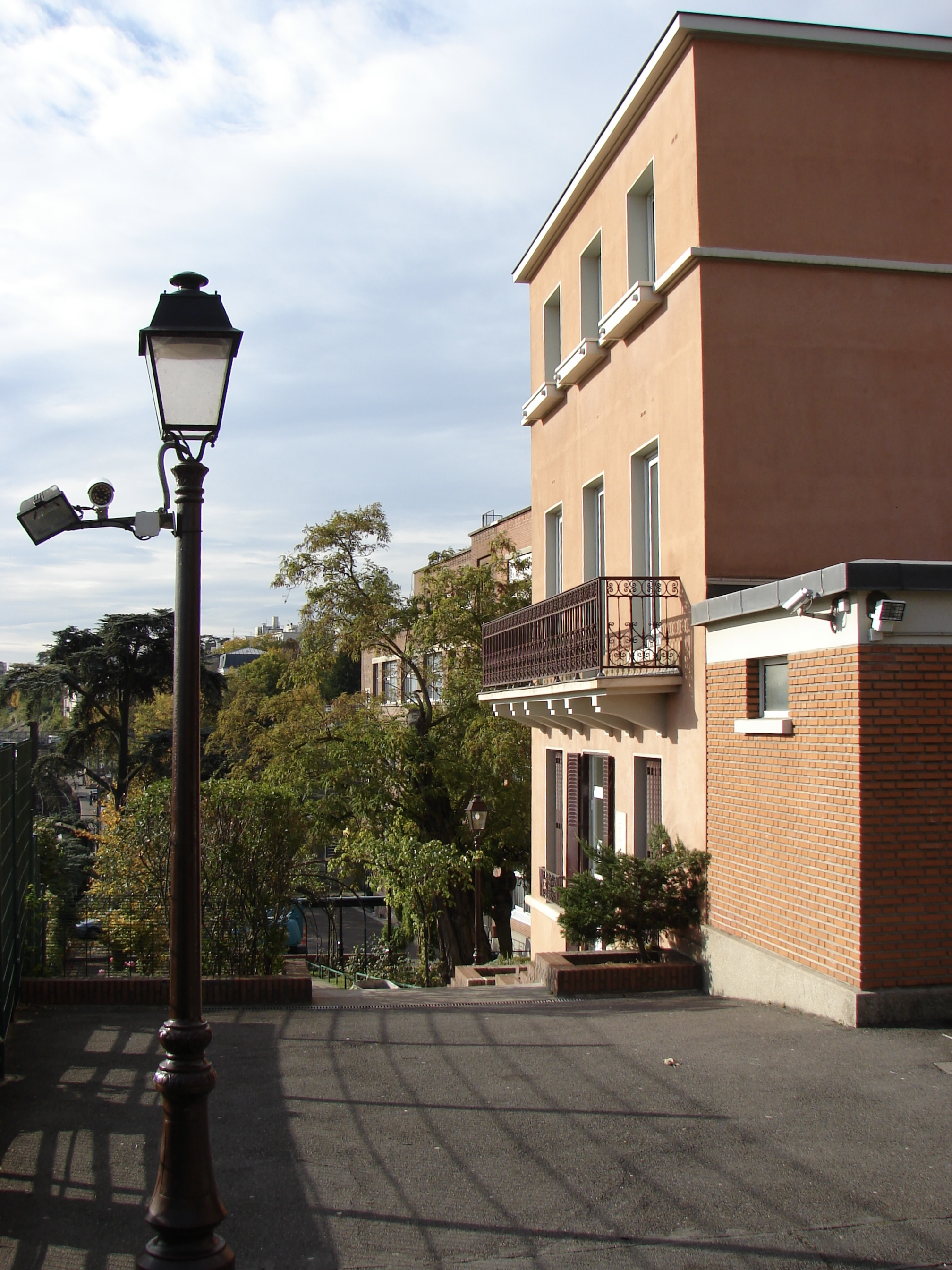
Allée.
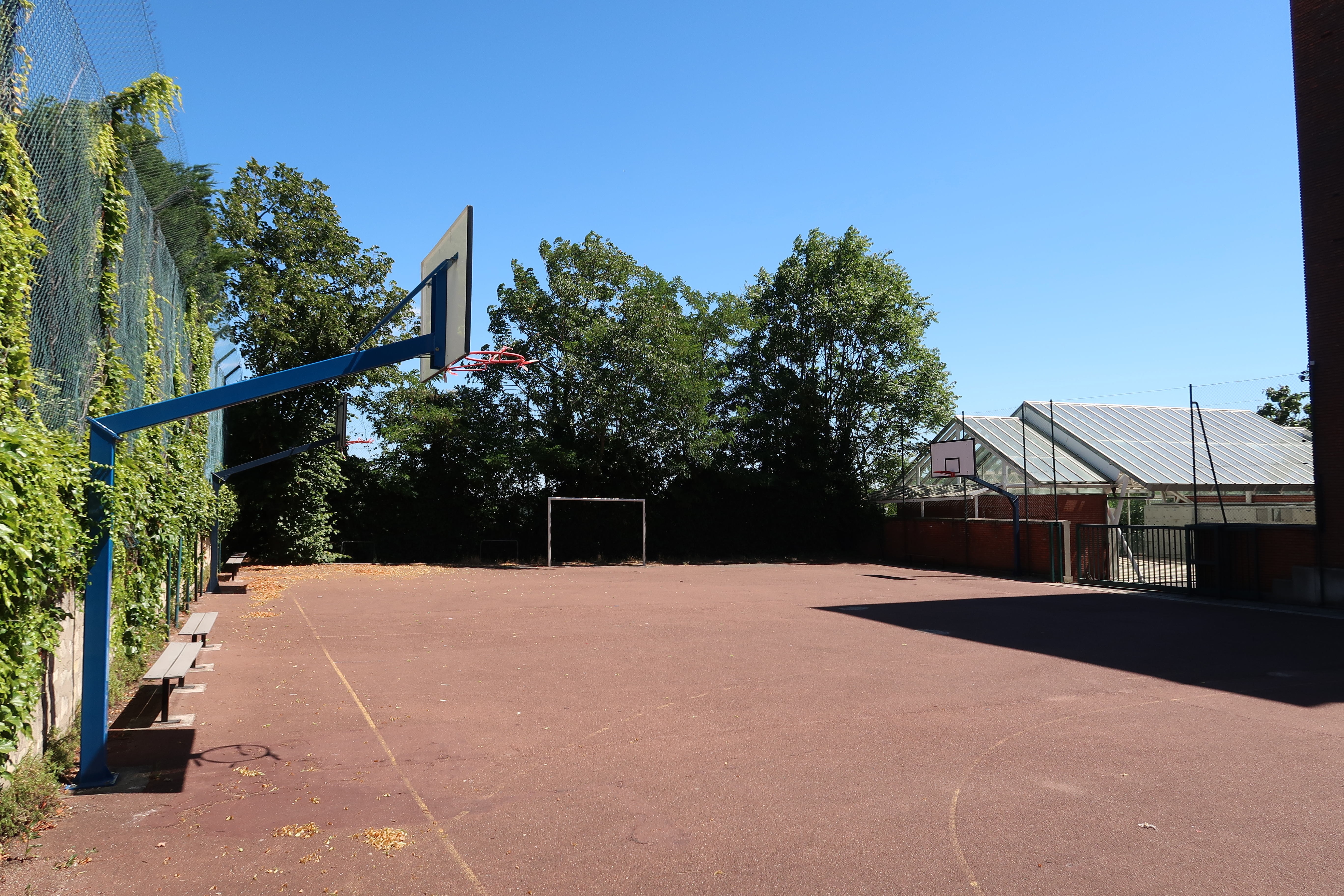
Terrain de basket.

D'ici 2027, le musée-mémorial du terrorisme doit être créé dans les bâtiments historiques de l'ancienne École de plein air de Suresnes, site du mont Valérien occupé jusque là par l'Institut national supérieur de formation et de recherche pour l’éducation des jeunes handicapés et les enseignements adaptés (INSHEA), qui va déménager. Une partie du site, propriété de l'État, doit aussi être transformée en logements pour soignants. Cependant, la municipalité de Suresnes plaide plutôt pour qu'à la place de logements, cette autre partie du site serve à reconstruire le nouveau collège Émile-Zola, l'actuel siège de l'établissement scolaire étant jugé trop exigu ; il propose en contrepartie que l'actuel collège soit reconverti en logements pour les soignants, étant situé juste à côté de l'hôpital Foch,,.

## Architecture
Comptant plusieurs bâtiments, dont les plus élevés font quatre étages, le collège Émile-Zola est bâti en béton armé et en brique. Son toit est en terrasse. Depuis 1996, il est en partie inscrit au titre des monuments historiques.